# Mokronog-Trebelno
Mokronog-Trebelno (Duits: Nassenfuß; Italiaans: Mocronogo e Trebelno) is een gemeente in de Sloveense regio Jugovzhodna Slovenija en telt 2844 inwoners (2002).

## Plaatsen in de gemeente
Beli Grič, Bitnja vas, Bogneča vas, Brezje pri Trebelnem, Brezovica pri Trebelnem, Bruna vas, Cerovec pri Trebelnem, Cikava, Dolenje Laknice, Dolenje Zabukovje, Drečji Vrh, Češnjice pri Trebelnem, Čilpah, Čužnja vas, Gorenja vas pri Mokronogu, Gorenje Laknice, Gorenje Zabukovje, Gorenji Mokronog, Hrastovica, Jagodnik, Jelševec, Križni Vrh, Log, Maline, Martinja vas pri Mokronogu, Mirna vas, Mokronog, Most, Ornuška vas, Ostrožnik, Podturn, Pugled pri Mokronogu, Puščava, Radna vas, Ribjek, Roje pri Trebelnem, Slepšek, Srednje Laknice, Sv. Vrh, Štatenberk, Trebelno, Velika Strmica, Vrh pri Trebelnem
Črnomelj · Dolenjske Toplice · Kočevje · Kostel · Loški Potok · Metlika · Mirna · Mirna Peč · Mokronog-Trebelno · Novo mesto · Osilnica · Ribnica · Semič · Šentjernej · Šentrupert · Škocjan · Šmarješke Toplice · Sodražica · Straža · Trebnje · Žužemberk
1. ↑  "Prebivalstvo po starosti in spolu, občine, Slovenija, polletno". Statistični urad Republike Slovenije. Geraadpleegd op 18 april 2021.